# Erich Fischer (físico)
Erich Horst Fischer (Olsztyn, Prússia Oriental, 3 de julho de 1910 – Hamburgo, 10 de outubro de 1969) foi um físico experimental alemão, que trabalhou na construção de reatores nucleares.
Fischer estudou física de 1929 a 1935 na Universidade de Bonn, na Universidade de Munique e na Universidade Humboldt de Berlim. Obteve um doutorado em Berlim, orientado por Walther Nernst e A. Deubner, onde foi de 1935 a 1936 assistente de Walter Friedrich. Em 1937 foi para o Kaiser-Wilhelm-Institut für Physik, onde foi assistente pesquisador de Peter Debye e Werner Heisenberg. Obteve a habilitação em 1939, sendo em 1942 professor associado da Universidade Humboldt de Berlim.
Como membro do projeto de energia nuclear alemão (1939–1945) auxiliou na determinação da taxa de criticalidade da combinação de urânio-moderador nuclear.